# Monument funéraire de Dantan
Le monument funéraire de Dantan est un monument funéraire remarquable du cimetière du Père-Lachaise. Situé dans l'avenue principale (division no 4), il a été inscrit aux monuments historiques par un arrêté du 21 mars 1983,.

## Historique
Sépulture de la famille dans laquelle sont enterrés :
- Antoine-Joseph-Laurent Dantan, sculpteur, né en 1762, décédé en 1842 ;
- Marie-Charlotte Martine, épouse Dantan, née à Anet en 1767, décédée en 1823 ;
- Jean-Pierre Dantan dit le jeune, statuaire, né à Paris le 28 décembre 1800, mort à Baden-Baden le 6 septembre 1869 ;
- Antoine-Laurent Dantan dit l'aîné, statuaire, né à Saint-Cloud le 8 décembre 1798, décédé le 25 mai 1878.

Dans un premier temps, les parents sont enterrés dans la division no 13 avant que leurs fils achètent une concession dans l'avenue principale.
Le monument a été construit vers 1859 sur les dessins de l'architecte Édouard Renaud (1808-1886), et sculptés par Antoine Laurent Dantan et Jean-Pierre Dantan.
Jean-Pierre Dantan lègue à la ville de Paris la somme de 50 000 francs, dont 30 000 destinés à l'entretien du monument.

## Description
Le monument est orné de deux cariatides-pleureuses amorties par des anges, deux médaillons représentant Dantan Père et Dantan jeune par Antoine-Laurent et de deux médaillons représentant Mme Dantan et Dantan l'aîné par Jean-Pierre.
Gravés d'avance, les médaillons des frères étaient recouverts de plâtre pour les dissimuler jusqu'à leur mort.

## Galerie

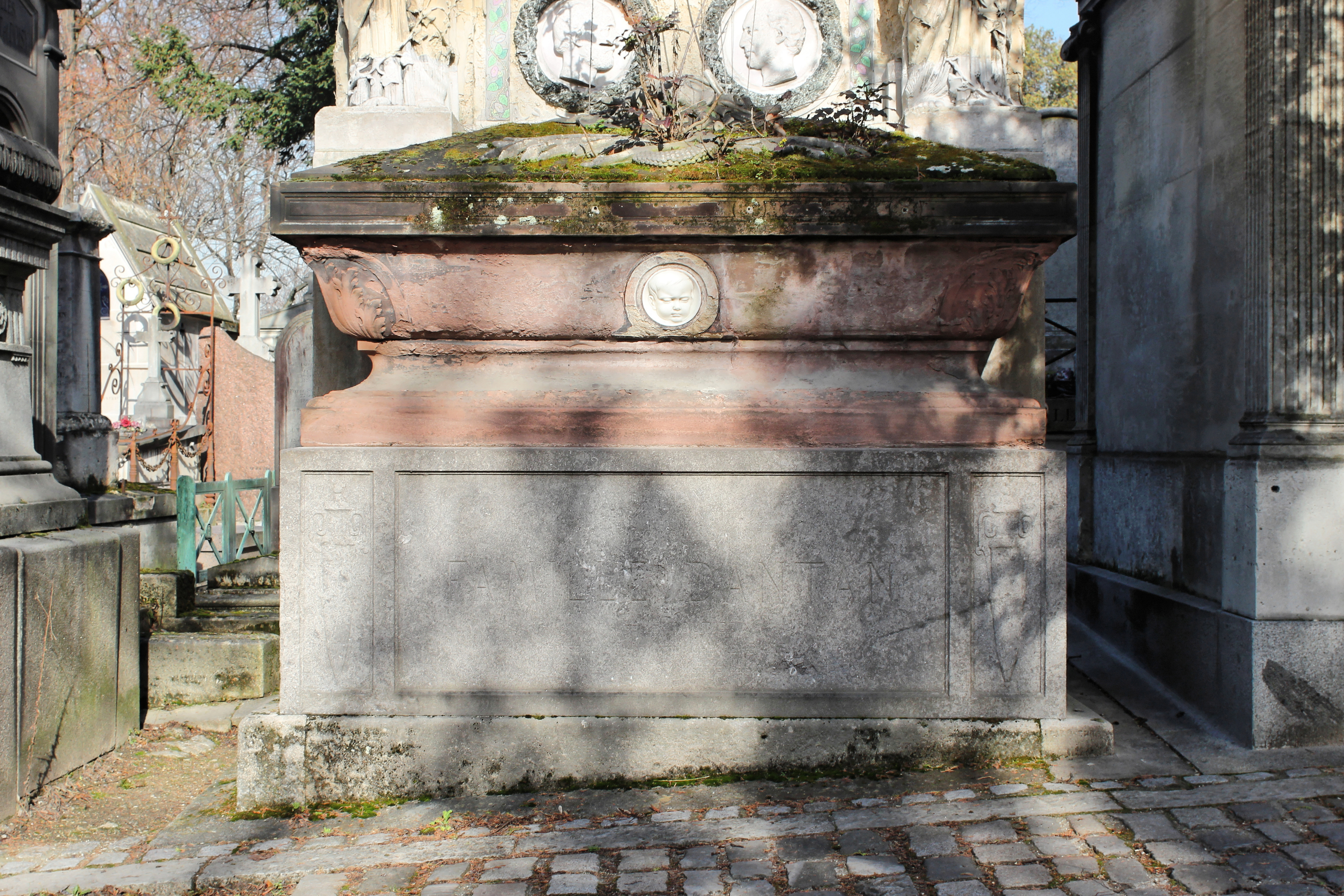
Tombeau
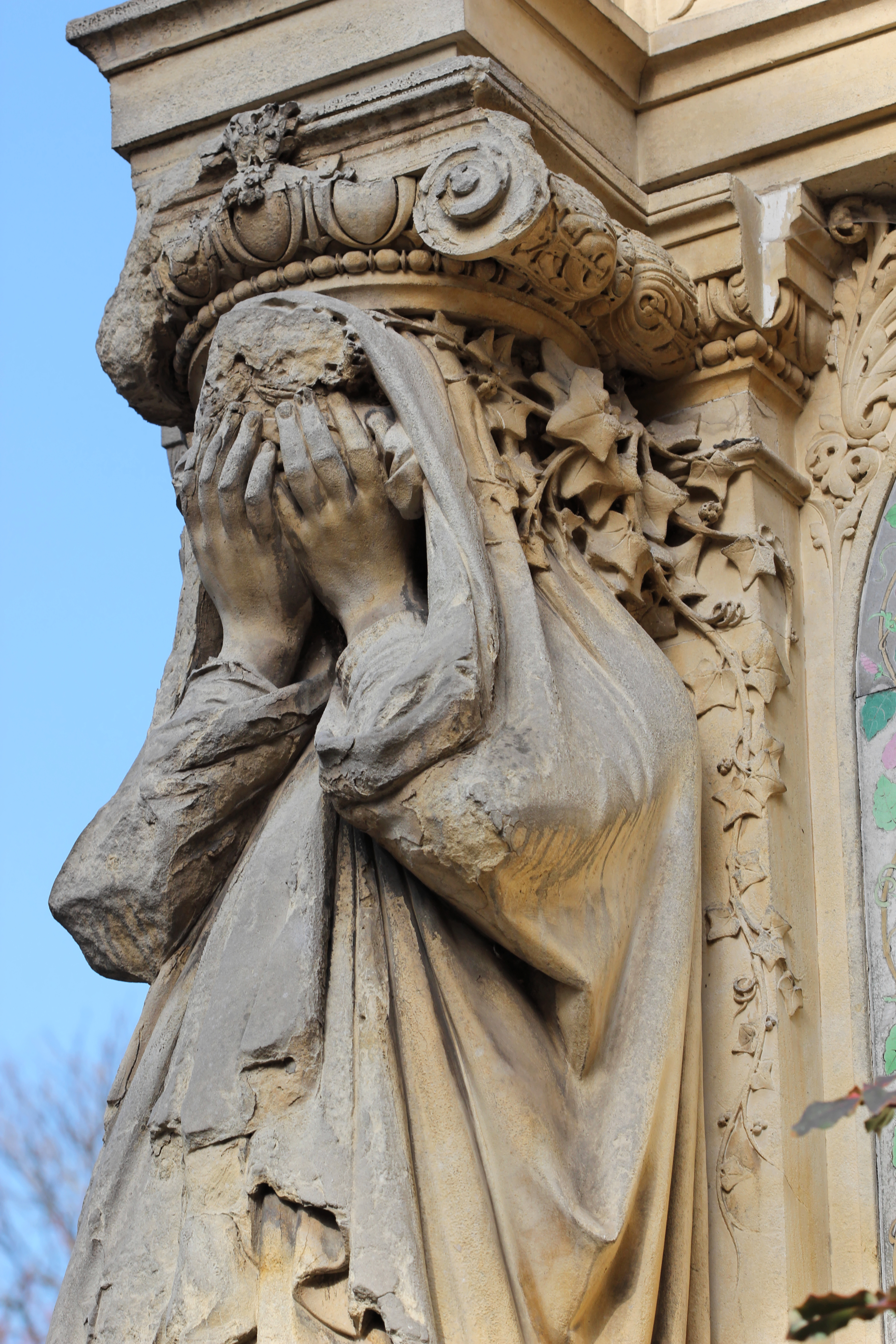
Cariatide
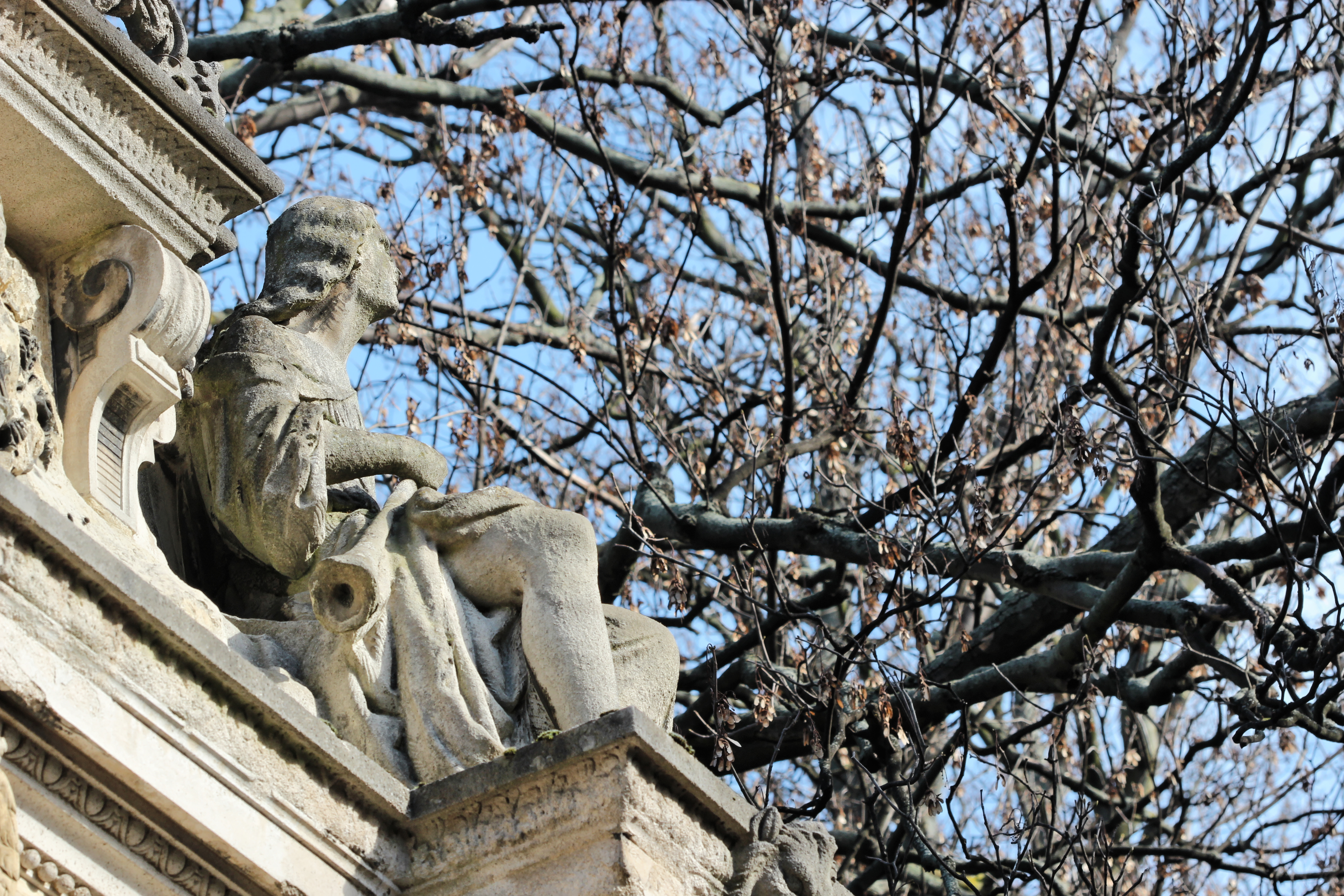
Ange
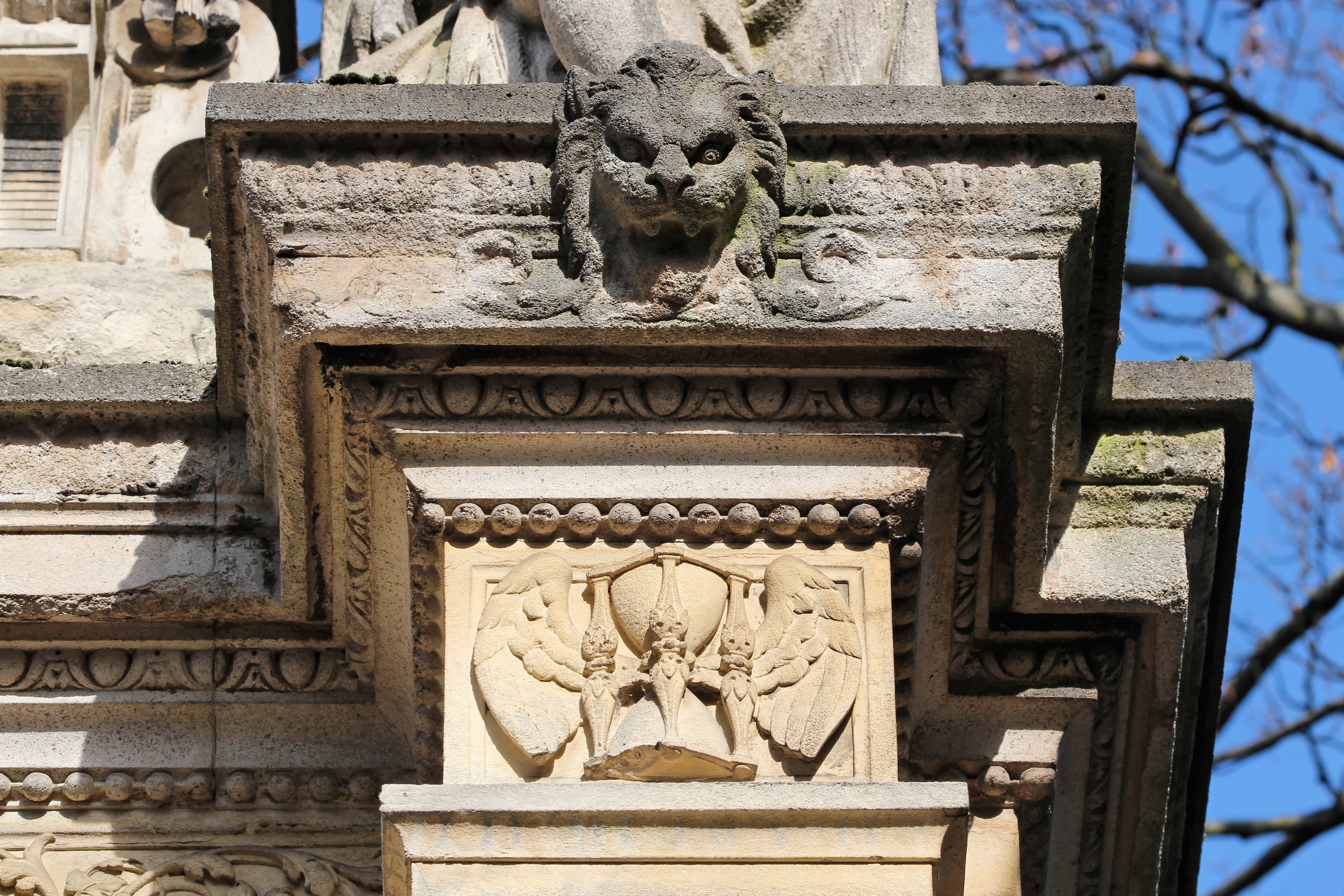
Sablier